# El corsario
El corsario (Il corsaro en idioma italiano) es una ópera en tres actos con música de Giuseppe Verdi, con libreto en italiano de Francesco Maria Piave, basado en el poema The Corsair de Lord Byron. Fue estrenada el 25 de octubre de 1848 en el Teatro Grande de Trieste.
El compositor expresó interés en el poema de Byron The Corsair ya en el año 1844, pero pasaron varios años antes de que llegase a componer la ópera, trabajando con un libreto de Francesco Maria Piave. Mientras tanto, Verdi se vio en medio de una lucha entre dos editores que se peleaban por su obra. Il Corsaro fue escrita para el editor que perdió esa batalla — al menos a los ojos del compositor — y Verdi puede haber estado ansioso de concluirla. En cualquier caso, cuando acabó la partitura en 1848, y la entregó al editor, aparentemente no tenía idea de cuándo o dónde se escenificaría. Cuando se estrenó en el Teatro Grande (hoy el Teatro Verdi de Trieste), más tarde aquel año, el compositor no asistió al estreno. Puede que supiera exactamente lo que estaba haciendo: la ópera fue mal recibida — algo insólito en Verdi — y pronto cayó en el olvido.
Esta ópera rara vez se representa en la actualidad; en las estadísticas de Operabase aparece con solo cuatro representaciones en el período 2005-2010.

## Personajes
| Personaje                         | Tesitura | Reparto del estreno, 25 de octubre de 1848 (Director: Luigi Ricci) |
| --------------------------------- | -------- | ------------------------------------------------------------------ |
| Corrado, capitán de los piratas   | tenor    | Gaetano Fraschini                                                  |
| Medora, joven amante de Corrado   | soprano  | Carolina Rapazzini                                                 |
| Pasha Seid, pachá de Coron        | barítono | Achille De Bassini                                                 |
| Gulnara, esclava favorita de Seid | soprano  | Marianna Barbieri-Nini                                             |
| Giovanni, un pirata               | bajo     | Giovanni Volpini                                                   |
| Aga Selimo, oficial del pachá     | tenor    | Giovanni Petrovich                                                 |
| Un eunuco negro                   | tenor    | Francesco Cucchiari                                                |
| Esclavo                           | tenor    | Stefano Albanassich                                                |

## Argumento
- Lugar: Una isla griega en el Egeo, y la ciudad turca de Corone.
- Época: principios del siglo XIX.

### Acto 1
En la isla que les sirve de refugio, los corsarios celebran el placer que les aporta una vida libre y desenfrenada aunque llena de peligros. Corrado, que se ha hecho corsario por la mala relación que mantiene con sus semejantes, se siente encadenado a un destino sombrío y le está vedado el regreso a una vida feliz y respetable. En medio del entusiasmo de todos sus hombres, Corrado expone sus intenciones de enfrentarse a todos los musulmanes.
En sus aposentos, Medora se reúne con su amante Corrado a quien desearía retener pues ha tenido funestos presentimientos. pero Corrado sigue firme en su decisión de hacer frente a los turcos y se aleja de ella, pese a la tristeza que supone la separación.

### Acto 2
En el harén de Seid, en la ciudad de Corone, las odaliscas adornan y festejan a Gulnara, la favorita del Bajá. Ella recuerda su patria con nostalgia. Un eunuco interrumpe la conversación para invitar a Gulnara a una fiesta que va a dar Seid con motivo de la próxima victoria sobre los corsarios que están asediando la ciudad.
En el puerto de Corone, Seid con su oficial Selimo, agradece a Alá su protección. Mientras se prepara la defensa, Corrado se presenta ante Seid disfrazado de derviche, distrayendo así la atención de los musulmanes, momento que los compañeros corsarios aprovechan para quemar sus naves y asaltar el serrallo.
Corrado, ya sin disfraz, encabeza el ataque de sus hombres y acude en ayuda de las mujeres atemorizadas, salvando a Gulnara de morir entre las llamas. Pero Seid y los suyos se han recuperado del sorpresivo asalto y detienen a Corrado. Gulnara queda impresionada por el aspecto y el arrojo del jefe de los corsarios e intercede por su vida. Pero Seid ordena que sea ejecutado.

### Acto 3
Seid está celoso por la pasión que Corrado ha despertado en su esclava favorita Gulnara y esto le hace reafirmarse aún más en que el prisionero debe ser ejecutado. Gulnara odia a Seid y decide que es la hora de su venganza: dispone de una barca para la huida y compra con dinero la fidelidad de los carceleros de Corrado. Libera al corsario de la cárcel donde lo tienen encadenado. Después Gulnara incita a Corrado a que mate a Seid mientras duerme. Corrado rechaza tan infame propuesta y es Gulnara la que mata a Seid, huyendo luego juntos.
En la isla corsaria, Medora está convencida de que su amado ha muerto. No pudiendo soportar este pensaniento ingiere un veneno. Cuando Corrado regresa, apenas tiene tiempo para despedirse de ella. Corrado, desesperado, se arroja al acantilado. Gulnara cae a tierra destrozada.